# Epiophlebiidae
De Epiophlebiidae zijn een familie van oerlibellen (Anisozygoptera), een van de twee infraordes van de Epiprocta. De familie telt 1 geslacht en 4 soorten.

## Geslachten
- Epiophlebia Calvert, 1903